# James Harrison
James Christopher Harrison OAM (Junee, 27 de dezembro de 1936 — Umina Beach, 17 de fevereiro de 2025) foi um doador de plasma sanguíneo australiano cujo plasma continha anticorpos que o tornavam valioso para o tratamento contra a doença Rh [en]. Conhecido como o “Homem do Braço de Ouro”, ele doou 1 173 vezes dos 18 aos 81 anos, realizando sua doação final em 11 de maio de 2018.

## Início de vida
James Christopher Harrison nasceu na cidade de Junee, em Nova Gales do Sul, em 27 de dezembro de 1936. Em 1951, aos 14 anos, ele passou por uma grande cirurgia no tórax que exigiu a transfusão de uma grande quantidade de sangue doado. Apesar de seu medo de agulhas, ele prometeu retribuir doando sangue assim que atingisse a idade mínima de 18 anos.

## Doações de sangue
Harrison começou a doar sangue em 1954. Após as primeiras doações, descobriu-se que seu sangue continha anticorpos excepcionalmente fortes e persistentes contra o antígeno do grupo Rh D. O sangue que contém um alto nível de anticorpos anti-D pode ser processado para criar produtos baseados em imunoglobulina usados para prevenir a doença hemolítica do recém-nascido (DHRN). Esses produtos são administrados a mães Rh(D) negativo com bebês Rh(D) positivo ou de tipo sanguíneo desconhecido durante e após a gravidez, evitando a formação de anticorpos contra o sangue do bebê Rh(D) positivo. Essa sensibilização ao antígeno e o subsequente fenômeno de incompatibilidade causam a doença Rh, a forma mais comum da DHRN.
Harrison foi um dos doadores fundadores do Programa Rh de Nova Gales do Sul, um dos primeiros do mundo, em 1969, e continuou doando regularmente desde então. Ao contrário do sangue total, o plasma sanguíneo pode ser doado uma vez a cada duas semanas, o que lhe permitiu atingir sua milésima doação em maio de 2011. Para isso, ele manteve uma média de uma doação a cada três semanas ao longo de 57 anos. Comentando sobre seu recorde, ele disse: “Posso dizer que é o único recorde que espero que seja quebrado, porque, se for, significa que outra pessoa fez mil doações.” Em 11 de maio de 2018, ele realizou sua 1 173.ª e última doação, em conformidade com a política australiana que proíbe doações de sangue por pessoas com mais de 81 anos.
Por meio de suas doações, os membros do Programa Rh de Nova Gales do Sul forneceram milhões de doses de anti-D e ajudaram a prevenir milhares de mortes e natimortos, além de muitos outros casos de doenças e deficiências causadas pela DHRN. Ao longo de sua vida, as doações de Harrison resultaram em dezenas de milhares de doses de anticorpos e contribuíram para cada lote de anti-D produzido em Nova Gales do Sul. Ele foi condecorado com a Medalha da Ordem da Austrália (OAM) em 7 de junho de 1999.
Em 2007, Harrison criticou os planos de abrir a doação de plasma da Austrália para empresas estrangeiras. Ele acreditava que a abertura do comércio desencorajaria doações voluntárias. Esta abertura comercial resultou de uma revisão do acordo de livre comércio da Austrália com os Estados Unidos. Em 2011, ele foi indicado na divisão de Herói Local de Nova Gales do Sul no prêmio Australiano do Ano.
Pesquisas estão sendo realizadas para criar uma mistura de anticorpos monoclonais — anticorpos produzidos por células B imortalizadas em biorreatores — que reproduza o que é naturalmente produzido no corpo de doadores como Harrison. O projeto foi apelidado coloquialmente de “James in a Jar” (“James em um frasco”).

## Vida pessoal e morte
Harrison foi casado com Barbara Lindbeck, uma colega doadora de sangue de sua cidade natal, Junee, de uma data desconhecida até sua morte em 2005. Eles tiveram uma filha chamada Tracey, por meio de quem tiveram dois netos, Jarrod e Scott. njeções contendo as doações de Harrison foram posteriormente utilizadas em Tracey durante sua gravidez de Scott e, mais tarde, na esposa de Jarrod, Rebecca, durante suas gestações. Jarrod comentou: “É muito legal que parte dele tenha ido para a mãe e me dado um irmão, e então protegido meus filhos [e] seus bisnetos.”
Em 17 de fevereiro de 2025, aos 88 anos, Harrison morreu durante o sono na casa de repouso Peninsula Villages em Umina Beach.